# Vānegāh
Vānegāh (persiska: وانگاه) är en ort i Iran.   Den ligger i provinsen Gilan, i den nordvästra delen av landet, 290 km nordväst om huvudstaden Teheran. Vānegāh ligger 74 meter över havet och antalet invånare är 128.
Terrängen runt Vānegāh är platt österut, men västerut är den kuperad. Runt Vānegāh är det ganska tätbefolkat, med 129 invånare per kvadratkilometer. Närmaste större samhälle är Reẕvānshahr, 5,0 km norr om Vānegāh. Trakten runt Vānegāh består till största delen av jordbruksmark.